# Dopolavoro Cirio

Una formazione del CRAL Cirio

La Cirio, denominata per esteso Dopolavoro Cirio o CRAL Cirio, fu uno storico club calcistico napoletano passato alla ribalta delle cronache nel secondo dopoguerra, quando riuscì brevemente a diventare la seconda società professionistica del capoluogo campano.
Il sodalizio, fondato nel 1935, fu l'emanazione sportiva delle famose industrie alimentari Cirio, e terminò la sua esistenza quando contribuì a fondare l'Internapoli Football Club il 30 giugno 1964.

## Storia
Il Dopolavoro Cirio venne fondato nel 1935 portando a San Giovanni a Teduccio, quartiere periferico orientale di Napoli, il titolo dell'antico club del Vomero (fondato nel 1909). Prese il nome dall'industriale Francesco Cirio di Torino che fondò la famosa azienda di pomodori, spostandosi appunto da Torino a San Giovanni a Teduccio.
Durante il secondo conflitto mondiale, i campionati a livello nazionale furono sospesi, e nel 1947 arrivò il grande balzo con la prima storica promozione in Serie C, sebbene all'epoca questo campionato non fosse nazionale, bensì gestito da tre leghe interregionali (per il Nord, il Centro e il Sud). Alcune riforme della struttura calcistica italiana riportarono tuttavia nel 1952 la squadra nei tornei regionali.
Il CRAL Cirio sfiorò la promozione in Serie C nella stagione 1953-54, anno in cui arrivò secondo dietro al Foggia. Sfiorò di nuovo la promozione la stagione successiva, ma perse le finali per 1-0 e 0-0 contro il Molfetta. Nelle successive due stagioni arrivò secondo in campionato dietro a Reggina e Marsala rispettivamente.
Il club venne promosso in Serie C al termine della stagione 1957-58 e dopo un'accesa schermaglia legale contro la Lega Calcio, che non voleva saperne di ammettere fra le sue file un club diretta espressione di un'azienda privata. In Serie C ottenne un rispettabile 9º posto ma due stagioni dopo retrocesse in Serie D a causa di uno spareggio con il Crotone perso per 2-1. Tornata in Serie D la squadra entrò in un periodo di crisi disputando campionati anonimi.
Il 30 giugno 1964 Giovanni Proto e Carlo Del Gaudio fondarono l'Internapoli Football Club. La nuova società rilevò il titolo sportivo del CRAL Cirio, riportando la sede della squadra al Vomero.

## Palmarès

### Competizioni regionali
- Promozione: 1

1952-1953 (girone B)

### Altri piazzamenti
- Serie D:

Terzo posto: 1961-1962 (girone F)
- IV Serie:

Vittoria girone, ma senza promozione: 1954-1955 (girone H)
Secondo posto: 1953-1954 (girone G), 1955-1956 (girone H), 1956-1957 (girone H)
- Campionato Interregionale:

Secondo posto: 1957-1958 (girone C)

## Statistiche e record

### Partecipazione ai campionati
| Livello | Categoria                 | Partecipazioni | Debutto   | Ultima stagione | Totale |
| ------- | ------------------------- | -------------- | --------- | --------------- | ------ |
| 3º      | Serie C                   | 4              | 1947-1948 | 1960-1961       | 4      |
| 4º      | Promozione                | 4              | 1948-1949 | 1951-1952       | 12     |
| 4º      | IV Serie                  | 4              | 1953-1954 | 1956-1957       | 12     |
| 4º      | Campionato Interregionale | 1              | 1957-1958 | 1957-1958       | 12     |
| 4º      | Serie D                   | 3              | 1961-1962 | 1963-1964       | 12     |

## Giocatori celebri
- Gianni Bui
- Gennaro Rambone
- Rosario Rivellino
- Ferruccio Santamaria
- Giuseppe Wilson